# Ocoelophora
Ocoelophora là một chi bướm đêm thuộc họ Geometridae.